# Passignano sul Trasimeno
Passignano sul Trasimeno település Olaszországban, Umbria régióban, Perugia megyében. Lakosainak száma 5714 fő (2023. január 1.). Passignano sul Trasimeno Castiglione del Lago, Lisciano Niccone, Magione, Tuoro sul Trasimeno és Umbertide községekkel határos.

## Népesség
A település lakossága az elmúlt években az alábbi módon változott:
| Lakosok száma | 5725 | 5712 | 5714 |
|               | 2017 | 2018 | 2023 |